# Пълзяща детелина
Пълзящата детелина, наричана още бяла детелина (Trifolium repens) е вид тревисто многогодишно растение от семейство Бобови (Fabaceae). Тя е един от най-широко култивираните видове детелина.

## Разпространение
Видът е разпространен по сухите и умерено влажни места в горите и храсталаците на Европа и Централна Азия.

## Употреба в народната медицина
Използват се съцветията (запарка).
1. ↑  Clapham, A.R., Tutin, T.G. and Warburg., E.F. 1968. Excursion Flora of the British Isles. Cambridge University Press. ISBN 0-521-04656-4